# Синагога Бейс-Гамедраш
Синагога Бейс-Гамедраш  (Мала синагога)  — юдейська синагога в Херсоні. Не збереглася.

## Історія
Розташовувалася біля південно-східного рогу Планетарію на вул. Суворова (будівля не збереглася).
Синагога Бейс-Гамедраш знаходилася між Старою та Ново-Миколаївською синагогами, з відступом на південь, утворюючи невелику площу між їхніми фасадами. Зведена у 1835 році, відремонтована у 1912. Відвідуваність на початку XX століття — 500 чоловік. У 1910-х роках у ній служив Цанков.
25 квітня 1922 року з власності синагоги вилучено цінностей і срібла 30 фунтів і 6 золотників (12 кг 311 г). Після закриття у 1927 році будівля використовувалася під Будинок народної творчості, а потім, до Німецько-радянської війни, тут містилася Українська виставка бавовництва. Наприкінці 1960-х будівлю було зруйновано.